# 立陶宛解放军

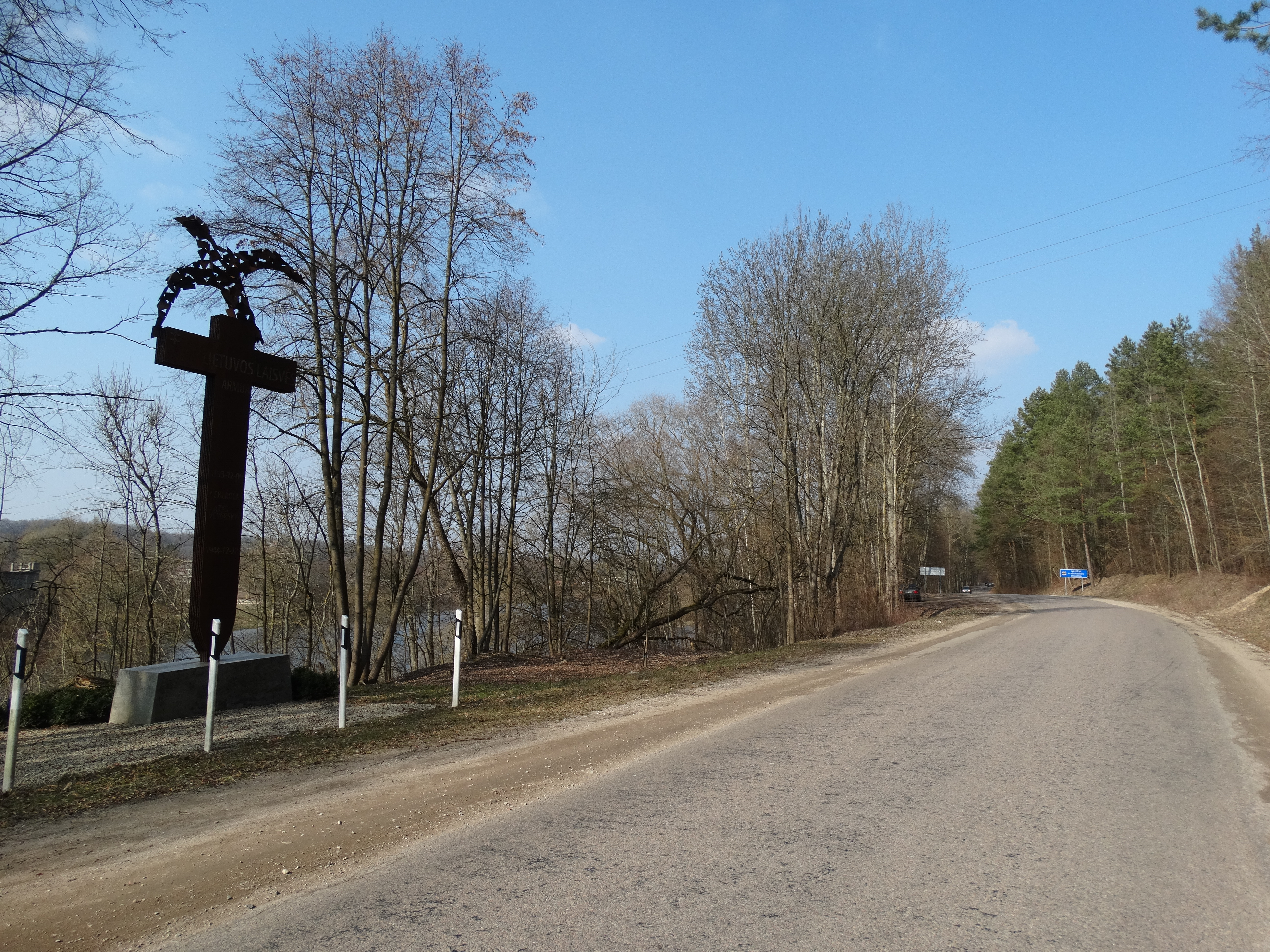
紀念立陶宛解放軍指揮官卡齊斯·韋維斯基斯的紀念碑

立陶宛解放军（立陶宛語：Lietuvos laisvės armija）是由一位叫卡齐斯·韦维斯基斯（Kazys Veverskis）的维尔纽斯大学学生于1941年12月13日组建的立陶宛地下组织。立陶宛解放军的目标是让立陶宛重获独立。在立陶宛被纳粹德国占领期间，立陶宛解放军反对一切德方政策，但并未开始武装反抗。1944年中期，苏联红军在明斯克攻势过后兵临立陶宛边境，立陶宛解放军这才开始进行武装斗争。其成员也是首批立陶宛武装抗苏的游击战士。立陶宛解放军在1946年4月时就已基本被內務人民委員部和國家安全委員會完全肃清了。其他游击武装吸收了立陶宛解放军的残余人员。立陶宛反苏游击战争一直持续到了1953年。